# Liste von Flugplätzen auf den Cookinseln
Die Liste von Flugplätzen auf den Cookinseln führt Flughäfen und Flugplätze der Cookinseln alphabetisch nach Inseln bzw. Atollen sortiert auf.

## Flugplätze
- Karte mit allen Koordinaten:
- OSM |
- WikiMap

| Atoll/Insel | IATA-Code | ICAO-Code | Name des Flugplatzes              | Koordinaten                   |
| ----------- | --------- | --------- | --------------------------------- | ----------------------------- |
| Aitutaki    | AIT       | NCAI      | Flughafen Aitutaki                | 18° 49′ 52″ S, 159° 45′ 50″ W |
| Atiu        | AIU       | NCAT      | Flugplatz Atiu                    | 19° 58′ 0″ S, 158° 7′ 31″ W   |
| Mangaia     | MGS       | NCMG      | Flugplatz Mangaia                 | 21° 53′ 37″ S, 157° 54′ 31″ W |
| Manihiki    | MHX       | NCMH      | Flugplatz Manihiki                | 10° 22′ 46″ S, 161° 0′ 3″ W   |
| Manuae      |           | NCMN      | Flugplatz Manuae (stillgelegt)    | 19° 16′ 1″ S, 158° 57′ 33″ W  |
| Mauke       | MUK       | NCMK      | Flugplatz Mauke                   | 20° 8′ 14″ S, 157° 20′ 38″ W  |
| Mitiaro     | MOI       | NCMR      | Flugplatz Mitiaro                 | 19° 50′ 28″ S, 157° 42′ 37″ W |
| Penrhyn     | PYE       | NCPY      | Flugplatz Penrhyn                 | 9° 0′ 22″ S, 158° 2′ 11″ W    |
| Pukapuka    | PZK       | NCPK      | Flugplatz Pukapuka                | 10° 54′ 48″ S, 165° 49′ 59″ W |
| Rarotonga   | RAR       | NCRG      | Flughafen Rarotonga International | 21° 12′ 5″ S, 159° 47′ 57″ W  |